# 美国空军第100空中加油联队
美国空军第100空中加油联队（英語：100th Air Refueling Wing, 100 ARW）是美国空军驻欧部队第三航空队下属的一个飞行联队，驻扎英国米登霍爾皇家空軍基地。主力机型为KC-135空中加油机。